# Spécialisation
 (février 2016).
La forme ressemble trop à un extrait de cours et nécessite une réécriture afin de correspondre aux standards de Wikipédia.
 (septembre 2016).
Améliorez-le ou discutez des points à vérifier. 
 (mars 2008).
Si vous disposez d'ouvrages ou d'articles de référence ou si vous connaissez des sites web de qualité traitant du thème abordé ici, merci de compléter l'article en donnant les références utiles à sa vérifiabilité et en les liant à la section « Notes et références ».
La spécialisation est un processus cognitif qui a pour effet d'appliquer une étiquette particulière à un objet dans le champ d'attention qui ressemble à d'autres objets mais qui présente une ou plusieurs caractéristiques qui le différencient des autres objets, qui le rendent spécial. L'inverse de la spécialisation est la généralisation.
La spécialisation peut s'appliquer à tout objet mais elle est souvent appliquée à un individu, un groupe, une entreprise ou un pays.
Se spécialiser signifie acquérir des connaissances particulières ou d'affecter une machine à une tâche spécifique dans un domaine déterminé. Elle peut être autant individuelle que régionale ou nationale. Mais la spécialisation suppose que l'on se procure les biens que l'on ne produit pas. La spécialisation est un phénomène visible à toutes les échelles : de l'individu au monde. À toutes échelles confondues, elle transforme l'espace. Mais selon l'échelle, la spécialisation n'a pas les mêmes modalités : elle peut être forte ou faible, génératrice d'hétérogénéité ou d'homogénéité. Certains pays, comme les pays du golfe sont spécialisés dans le pétrole mais ils commencent à se spécialiser dans le tourisme car le pétrole se raréfie. Il est donc important qu'un pays prépare une autre spécialisation en cas de problèmes sur celle qui est en cours.

## Définition microéconomique
En microéconomie, la stratégie de spécialisation consiste pour une entreprise à se concentrer sur un seul domaine d'activité afin d'en avoir la maîtrise, de profiter de l'effet d'expérience et de compétences spécifiques et complémentaires.

## Définition macroéconomique
En macroéconomie, dans la théorie des avantages comparatifs, la spécialisation est la capacité d'un pays à concentrer sa production sur un type de biens pour lequel sa compétence est la meilleure. Il laisse aux autres pays la production d'autres biens. Le rééquilibrage est réalisé grâce au commerce. Selon la théorie de Ricardo, cela profite à l'ensemble des pays.

## Théories économiques

### Gains de productivité engendrés par la spécialisation
- David Ricardo

La théorie des avantages comparatifs de Ricardo avance l'idée que les pays ont tout intérêt à se spécialiser dans les productions où ils sont les plus compétitifs et d'échanger les autres. Ainsi, selon Ricardo, cette spécialisation engendre un gain de productivité dans l'ensemble des pays. Il prend comme exemple le Royaume-Uni et le Portugal avec les productions de vin et de draps. Dans ces deux productions le Portugal obtient une meilleure productivité. Cependant, en comparant les deux productions dans chacun des deux pays, le Royaume-Uni a un avantage comparatif dans la production de draps par rapport au vin et inversement pour le Portugal. Donc, selon lui, le Royaume-Uni doit se spécialiser dans le drap et le Portugal dans le vin pour obtenir un gain de production. Ainsi les deux pays peuvent s'échanger ces biens.
- Adam Smith

Comme Ricardo, Smith pense que l'intérêt de la spécialisation réside dans le gain de productivité. Mais Smith raisonne sur une échelle plus petite: celle de l'individu. Selon lui, elle permet l'emploi de savoir-faire très précis et efficace. L'usage de machines adaptées au type de bien produit et la parfaite connaissance d'un secteur commercial étroit permet un gain de productivité. Elle permet d'accroître l'habileté de chaque ouvrier, de ne pas perdre de temps en passant d'une tâche à une autre.
Smith quant à lui a créé la théorie de l'avantage absolue, forme primitive de la théorie de Ricardo selon lequel un pays doit se spécialiser selon son avantage absolu. En résumé, cette notion dit que si, dans une nation A, les coûts de production sont inférieurs à ceux des autres nations, la nation A dispose d'un avantage absolu et elle devrait se spécialiser dans les Biens où elle dispose de ces coûts de production avantageux et elle devrait renoncer a produire ceux qui ne lui procurent pas d'avantages. C'est par l'importation que les pays retrouvent les produits sur lesquels ils ne détiennent pas d'avantage absolu. Cependant si un pays n'a aucun avantage absolu, il doit alors abandonner toutes ses productions et tout importer ou vivre en autarcie, c'est pour résoudre les limites de cette théorie que Ricardo l'a améliorée.
Adam Smith, Recherches sur la nature et les causes de la richesse des nations
- Taylorisme

Le taylorisme peut être considéré comme une application ou plutôt une extension de la théorie de Smith. Cette pratique prône la spécialisation au sein de l'entreprise: c'est-à-dire une séparation de l'ingénierie, du bureau des méthodes, de la fabrication qualifiée et de la chaîne de montage.
Ces trois théories aboutissent à une spécialisation engendrant un gain de productivité important. Auparavant, l'ensemble de la chaîne de production se trouvait dans une même industrie. Aujourd'hui, chacun des éléments de la chaîne de production peut se trouver dans des régions éloignées du globe. Un seul bien peut même être produit par un ensemble de firmes.

### Post-fordisme et économie de localisation

#### École californienne
L'exigence de flexibilité caractéristique du post-fordisme s'est traduite par l'externalisation de nombreuses activités. Ces processus d'externalisation ont obligé les firmes à être plus attentives aux coûts de transaction qu'entraîne le recours au marché. Or, ces coûts augmentent avec la distance. Les firmes ont donc cherché à se localiser dans les agglomérations offrant des fournisseurs et des sous-traitants liés à la production de cette firme. Ceci aboutit à une spécialisation d'une agglomération ou d'une région dans un domaine particulier. Par exemple la ville de Toulouse spécialisée dans l'Aérospatiale. Ou bien la ville d'Agen spécialisé dans l'agro-alimentaire avec un ensemble de firmes complémentaires, mais aussi compétitives, concentrées dans un espace particulier nommé l'Agropôle au sud d'Agen. Nous pouvons retrouver cette spécialisation du local dans ce que l'on appelle les « districts industriels ».

#### Districts industriels
Le district industriel est une entité socio-territoriale constituée d'une concentration d'entreprises spécialisées dans différents segments d'une même activité économique. On obtient donc une spécialisation d'une agglomération, d'une partie de celle-ci ou bien d'une région. Par exemple, on peut citer la troisième Italie spatialisée dans la confection, la Silicon Valley dans la micro électronique ou Toyota City dans l'automobile.

### Spécialisation: productrice d'hétérogénéité ou d'homogénéité spatiale selon l'échelle d'étude
- échelle locale

Si les acteurs se regroupent selon leurs spécialisations, ils produisent une configuration spatiale hétérogène, une ségrégation des activités. Cette ségrégation est plus ou moins forte selon la comptabilité des activités. Par exemple, à l'échelle d'une ville, on peut constater la proximité de nombreux restaurants par rapport aux théâtres. En revanche, l'industrie lourde ou la haute technologie n'ont pas besoin des mêmes services, n'ont pas les mêmes débouchés, n'ont pas de complémentarité. Donc, ces deux activités n'ont pas besoin de se situer dans le même espace. Aussi, l'industrie lourde et l'industrie du loisir sont totalement séparées. Comme précédemment, elles n'ont aucune complémentarité, mais de plus elles se repoussent : un parc d'attraction ne peut se construire près d'une zone spécialisée dans la sidérurgie ou la papeterie. Donc, l'échelle locale la spécialisation génère une forte ségrégation des activités.
- échelle régionale et nationale

À l'échelle d'un pays ou d'une région la ségrégation des activités peut paraître moins évidente. En effet, si les acteurs spécialisés sont dispersés dans l'espace cela provoque, au contraire, un ensemble homogène. Par exemple, le sud-ouest de la France, surnommé l'« AéroSpace Valley », est spécialisé dans l'industrie aérospatiale. Une partie de l'industrie est dédiée à l'aérospatiale dans de nombreuses villes du sud-ouest : Toulouse, Bordeaux, Pau, Albi, Tarbes, etc. Donc dans ce cas la spécialisation d'une région entière dans un domaine particulier est génératrice d'homogénéité à l'échelle régionale. On peut aboutir aux mêmes conclusions à l'échelle nationale : par exemple le Luxembourg spécialisé dans les banques. Ceci suit la théorie de Ricardo, un ensemble régional spécialisé dans un domaine particulier échange avec l'extérieur les biens qu'il produit contre ce qu'il ne produit pas. Mais ce modèle n'est pas universel. Par exemple, à l'échelle de la France, on constate une ségrégation des activités agricoles et industrielles : du blé dans la Beauce, des fruits dans les régions méditerranéennes, de l'industrie lourde dans le nord, de la haute technologie à Paris et dans les métropoles du sud. Donc un ensemble, quelle que soit sa taille, se spécialisant dans un domaine particulier est homogène à l'échelle de celui-ci.
- échelle mondiale

À l'échelle du monde, beaucoup de pays se spécialisent dans une activité particulière : l'Europe de l'Ouest dans la haute technologie ou la Chine dans les chaînes de montage... Mais aucun pays ne décide de reposer la totalité de son économie dans un domaine particulier. Tous les pays produisent les biens essentiels à la vie comme l'agriculture ou l'eau. Car aucun pays ne veut prendre le risque d'être totalement dépendant de l'extérieur en eau et nourriture.
La spécialisation d'un espace engendre l'homogénéisation de celui-ci. Mais à une échelle plus grande, si un ensemble d'espaces voisins se spécialisent chacun dans un domaine particulier, cela provoque au contraire une hétérogénisation de cet ensemble.
La spécialisation est donc un phénomène permettant un gain de productivité important. Aussi elle a subi une évolution dans le temps depuis le début du XXe siècle : d'une seule firme séparant sa chaîne production à un ensemble de firmes séparées dans l'espace produisant un même bien. Elle est l'une des composantes importantes du post-fordisme poussant toujours à la spécialisation des individus, des industries et de l'espace dans un domaine particulier dû à l'exigence de flexibilité. Elle a des conséquences spatiales en concentrant les activités du même type dans un même espace provoquant l'homogénéisation de celui-ci. Et inversement, à une plus grande échelle, elle provoque une hétérogénisation de l'espace quand chacun des ensembles se spécialise dans un domaine précis différent.

## Définition informatique
En informatique, la spécialisation est la distribution d'une super classe vers les sous-classes d'attributs et de méthodes. Elle constitue avec la généralisation les deux besoins satisfaits par l'héritage.